# Petar Pusic
Petar Pusic (Schaffhausen, 1999. január 25. –) svájci korosztályos válogatott labdarúgó, a Grasshoppers középpályása.

## Pályafutása

### Klubcsapatokban
Pusic a svájci Schaffhausen városában született. Az ifjúsági pályafutását a helyi SC Schaffhausen és Schaffhausen csapatában kezdte, majd a Grasshoppers akadémiájánál folytatta.
2017-ben mutatkozott be a Grasshoppers első osztályban szereplő felnőtt keretében. Először a 2017. február 11-ei, Lugano ellen 3–0-ra elvesztett mérkőzés 54. percében, Mërgim Brahimi cseréjeként lépett pályára. Első gólját 2017. szeptember 24-én, szintén a Lugano ellen idegenben 3–0-ra megnyert találkozón szerezte meg.

### A válogatottban
Pusic az U15-östől az U21-esig minden korosztályos válogatottban képviselte Svájcot.
2018-ban mutatkozott be az U21-es válogatottban. Először a 2018. május 25-ei, Franciaország ellen 2–1-re megnyert mérkőzés 77. percében, Marvin Spielmannt váltva lépett pályára. Első válogatott gólját 2020. október 9-én, Grúzia ellen 3–0-ás győzelemmel zárult U21-es EB-selejtezőn szerezte meg.

## Statisztika
2023. május 29. szerint.
| Klub         | Szezon   | Bajnokság              | Bajnokság | Bajnokság | Kupa  | Kupa  | Nemzetközi | Nemzetközi | Összesen | Összesen |
| Klub         | Szezon   | Bajnokság              | Mérk.     | Gólok     | Mérk. | Gólok | Mérk.      | Gólok      | Mérk.    | Gólok    |
| ------------ | -------- | ---------------------- | --------- | --------- | ----- | ----- | ---------- | ---------- | -------- | -------- |
| Grasshoppers | 2016–17  | Swiss Super League     | 1         | 0         | 0     | 0     | —          | —          | 1        | 0        |
| Grasshoppers | 2017–18  | Swiss Super League     | 27        | 1         | 2     | 0     | —          | —          | 29       | 1        |
| Grasshoppers | 2018–19  | Swiss Super League     | 21        | 1         | 0     | 0     | —          | —          | 21       | 1        |
| Grasshoppers | 2019–20  | Swiss Challenge League | 29        | 4         | 2     | 0     | —          | —          | 31       | 4        |
| Grasshoppers | 2020–21  | Swiss Challenge League | 36        | 9         | 2     | 0     | —          | —          | 38       | 9        |
| Grasshoppers | 2021–22  | Swiss Super League     | 16        | 1         | 1     | 0     | —          | —          | 17       | 1        |
| Grasshoppers | 2022–23  | Swiss Super League     | 34        | 5         | 3     | 2     | —          | —          | 37       | 7        |
| Összesen     | Összesen | Összesen               | 164       | 21        | 10    | 2     | 0          | 0          | 174      | 23       |

## Sikerei, díjai
Grasshoppers
- Swiss Challenge League
  - Feljutó (1): 2020–21